# Riggins
Riggins is een plaats (city) in de Amerikaanse staat Idaho, en valt bestuurlijk gezien onder Idaho County.

## Demografie
Bij de volkstelling in 2000 werd het aantal inwoners vastgesteld op 410.
In 2006 is het aantal inwoners door het United States Census Bureau geschat op 407, een daling van 3 (-0,7%).

## Geografie
Volgens het United States Census Bureau beslaat de plaats een oppervlakte van
0,8 km², geheel bestaande uit land. Riggins ligt op ongeveer 555 m boven zeeniveau.

## Plaatsen in de nabije omgeving
De onderstaande figuur toont nabijgelegen plaatsen in een straal van 68 km rond Riggins.